# Stevie Benton
Stevie Benton é um músico americano, baixista da banda heavy metal Drowning Pool. Ele também fornece apoio vocal para o grupo. Benton tem realizado este papel em Drowning Pool, desde sua formação (embora uma versão anterior da banda existia antes da adição de Benton).

## Comentários sobre tortura
No Giro edição de dezembro de 2006, a revista confrontou Benton com informações sobre a sua música sendo usada como um método de tortura e interrogatório em Guantánamo, Cuba. Em resposta Benton disse: "As pessoas acham que deve ser ofendido por alguém no exército pensa que a nossa música é irritante o suficiente para que, jogado mais e mais, ele pode quebrar psicologicamente alguém para baixo... Eu tomo isso como uma honra a pensar que talvez o nosso música pode ser usada para reprimir outro 9/11 de ataque ou algo assim." Mais tarde Benton continuou, dizendo: "Se eles deter essas pessoas e a pior coisa que acontece é que eles têm de sentar-se com algumas horas de música alta. Algumas crianças na América pagaram por isso... Não parece tão ruim assim para mim." Enquanto outros artistas ficaram indignados com sua música sendo usada para degradar e torturar as pessoas. Benton pensou que não fosse "tão ruim assim." Em 13 de dezembro de 2008, Benton emitiu um pedido de desculpas na página da banda Drowning Pool no MySpace sobre o seu comentário sobre a tortura musical, indicando o seu comentário tinha sido "fora de contexto".

## Vida pessoal
Em 7 de dezembro de 2007, Benton foi relatado para ter sido diagnosticado com Paralisia de Bell, um distúrbio neurológico que causa paralisia dos músculos faciais e sensibilidade à luz e som. De acordo com o site da banda Drowning Pool "Benton começou a se sentir mal durante com o desempenho na noite do Lançamento de Pedra em Eau Claire, WI. Após o show foi levado para o Hospital Midelfort Luther...". Ele emitiu um comunicado pedindo desculpas aos fãs e declarou que ele e seus companheiros de banda "não podiam esperar para voltar ao rock com tudo novamente em breve." Como resultado, os shows restantes no Isto é para o Turismo Soldados foram cancelados.